# Сидоровицька сільська рада (Могильовський район)
Сидоровицька сільська рада — сільська Рада на території Могильовського району Могильовської області Білорусі.

## Склад
Включає 8 населених пунктів:
- Борівка — село.
- Ликово — село.
- Мирний — селище.
- Нова Мілеєвка — село.
- Полна — село.
- Сидоровичі— агромістечко.
- Слобідка — село.
- Шилов Кут — село.